# Дахуэй
Дахуэй (кит. упр. 大慧寺, пиньинь dahuisi, палл. Дахуэйсы, буквально: «Храм великой мудрости») — Минский буддийский храм в Пекине. Он находится на западе города в районе Хайдянь (Пекин) и стоит на улице Дахуэй лусы около дороги Сюэюань Нань Лу. Храм построен в 1513 году и перестроен в 1757 году. Храм известен буддийскими скульптурами: 28 разукрашенными трёхметровыми статуями будд. В нём сохранилась резьба минского времени.
После пожара 1983 года от храма осталось только основное здание, открытое для посещения в 1998 году.